# Francesco da Acquanegra
Fra Francesco da Acquanegra (... – XVI secolo) è stato uno scultore italiano.

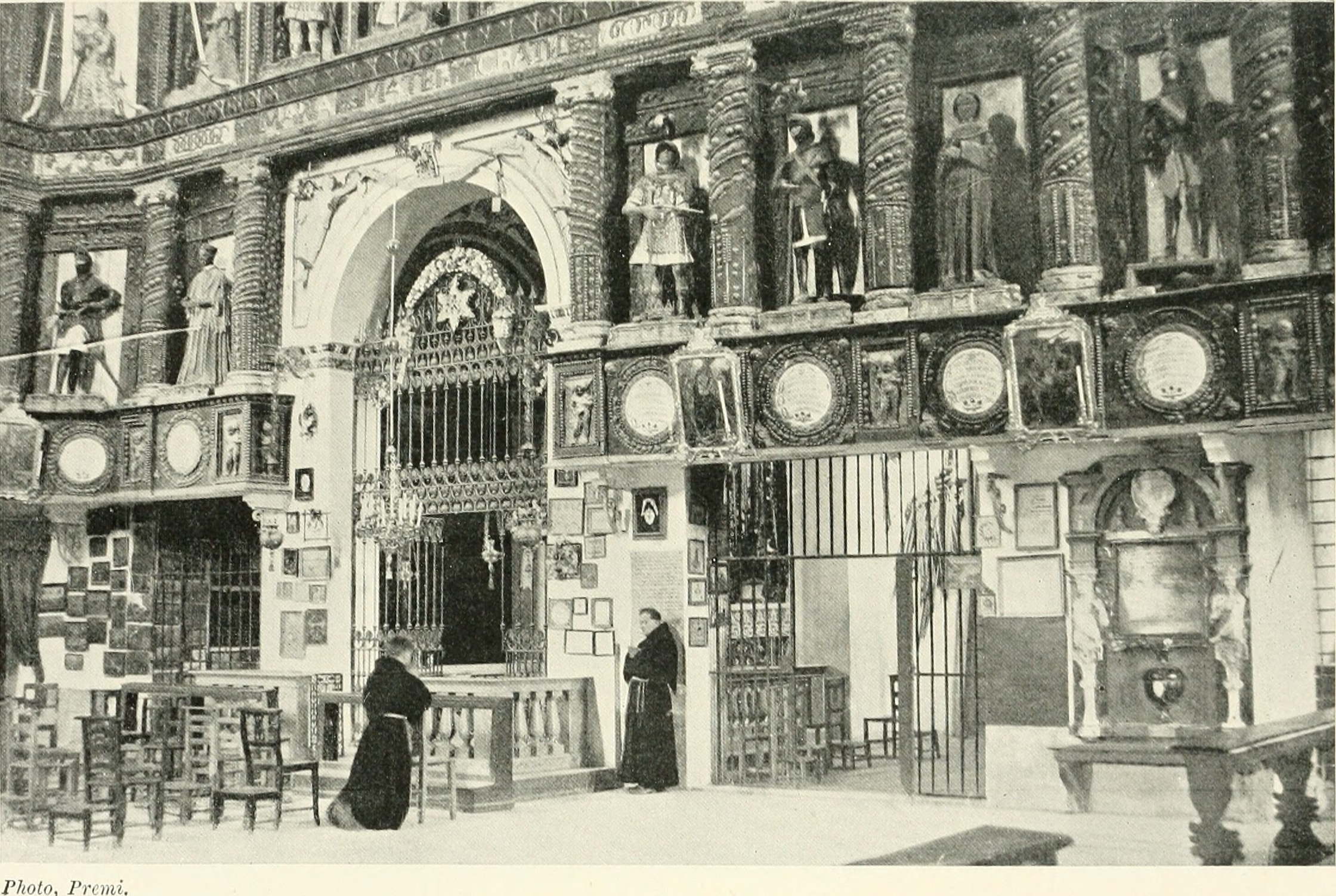
Interno del Santuario della Beata Vergine delle Grazie (Curtatone), in alto i manichini dipinti.

Era un religioso. È noto per essere il creatore, agli inizi del Cinquecento, dell'impalcato ligneo a doppia loggia e, tra le colonne, di alcuni manichini a grandezza naturale, realizzati in cartapesta e gesso dipinti, presenti all'interno del Santuario della Beata Vergine delle Grazie di Curtatone. Le figure rappresentano degli  ex voto, ognuna con la propria metopa in italiano volgare.